# Best of My Love
Singles de Eagles
James Dean
(1974) One of These Nights
(1975)
Best of My Love est une chanson écrite et composée par Don Henley, Glenn Frey, et J.D. Souther (en), interprétée par le groupe de rock américain Eagles. Sortie en single le 5 novembre 1974, elle est extraite de l'album On the Border.
C'est la première chanson du groupe à se classer en tête du Billboard Hot 100. Elle se classe également no 1 au Canada.

## Composition du groupe
- Don Henley: chant, batterie
- Glenn Frey: guitare acoustique 12 cordes, chœurs
- Bernie Leadon : guitare pedal steel, chœurs
- Randy Meisner : basse, chœurs

## Classements hebdomadaires
| Classement (1975)                          | Meilleure position |
| ------------------------------------------ | ------------------ |
| Australie (Kent Music Report)              | 14                 |
| Canada (RPM 100 Singles)                   | 1                  |
| Canada (RPM Adult Contemporary)            | 1                  |
| États-Unis (Billboard Hot 100)             | 1                  |
| États-Unis (Hot Adult Contemporary Tracks) | 1                  |

## Reprises
La chanson a été reprise par plusieurs artistes dont le groupe de reggae Aswad, Brooks & Dunn, Rod Stewart ou J.D. Souther (qui est l'un des auteurs-compositeurs). 